# Opa-Locka Company Administration Building
Edificio Opa-Locka Company Administration  es un edificio histórico ubicado en Opa-locka, Florida.  Edificio Opa-Locka Company Administration se encuentra inscrito  en el Registro Nacional de Lugares Históricos desde el 22 de marzo de 1982.  

## Ubicación
Edificio Opa-Locka Company Administration se encuentra dentro del condado de Miami-Dade en las coordenadas 25°54′17″N 80°15′11″O / 25.904722, -80.253056.